# أميرة الجزيرة (فلم)
أميرة الجزيرة فيلم مصري تم إنتاجه عام 1948، من تأليف حسن رمزي والسيد زيادة وإخراج حسن رمزي وبطولة تحية كاريوكا وبشارة واكيم.

## قصة الفيلم
هجم شيخ المنصر حنظل (فؤاد الرشيدي) على قصر الأمير مبارك بجزيرة الأحلام وقتل الحرس، وقتل الأمير مبارك، وقتل ابناءه، ولكن خادم الأمير الريس أبو المكارم (بشارة أمين) استطاع أن ينقذ ابنة الأمير الصغيرة تحية وهرب بها ورباها ورعاها حتى كبرت (تحية كاريوكا) وبعد عشرون عاما عاد إلى الجزيرة وعاش بها وتعرف على زيد (إسماعيل ياسين) وعبيد (محمود شكوكو) والشاب الفارس عادل (كمال الشناوي) الذي أحب تحية وطلب من الريس أبو المكارم ان يتزوجها، وفي ليلة عرسهما شاهدها الأمير حنظل الذي عين نفسه حاكما على الجزيرة بالقتل والنهب والسرقة والاعتداء على الأعراض، وأراد ان يستأثر بتحية لنفسه فأرسل حرسه الذين قاموا بخطفها واتبعهم عادل على فرسه ولكنه لم يلحق بهم، إذ دخلوا القصر واغلقوه وراءهم، لكن الريس أبو المكارم أخذ معه زيد وعبيد وتنكروا في زي مداحين ليدخلوا القصر ليهنئوا الأمير واستطاعوا ان يخدعوا رئيس الحرس (رياض القصبجي) وغنوا له حتى نام وذهبوا إلى حفل الأمير الذي أقامه للزواج من تحية وتمكنوا من وضع المنوم في زجاجة الخمر، وبعد ان نام الأمير اخذوا تحية وخرجوا حيث ان أبو المكارم يعرف خبايا القصر ودهاليزه، وتقابلوا مع عادل ولكن الحرس ضبطهم وقبض عليهم جميعا، وأخذ حنظل تحية وحبس عادل وزيد وعبيد ووضع أبو المكارم في خندق الشياطين حيث عثر على خاتم وعند تنظيفه خرج له المارد (عبد العزيز سعيد) خادم الخاتم ولبى له طلبه بالخروج من السجن ومعه زيد وعبيد، ولكن الخاتم وقع منه ووجده زيد وباعه بدينارين، وقام أبو المكارم بإثارة شعب الجزيرة ضد الأمير معتمدا على وجود الخاتم معه، ولكنه اكتشف ضياعه، وعندما ذهبوا إلى الصائغ الذي اشتراه أعطى لهم خاتما آخر بطريق الخطأ، وتم القبض على أبو المكارم وتقرر إعدامه مع عادل ولكن زيد وعبيد بحثوا عن الخاتم حتى وجدوه مع شيخ المنصر الذي سرقه (عبد المنعم إسماعيل) من صاحبه، وتمكنوا من الاستيلاء على الخاتم واستدعاء المارد وطلبوا منه تخليص عادل وأبو المكارم من الأسر، ولكن الشعب ثار على الظلم وقبض على حنظل وطارد معاونوه حتى قضوا عليهم وقتلوا حنظل، وانتهت أيام الظلم وحل العدل بتولى تحية إمارة الجزيرة وتزوجت من عادل.

## فريق العمل
إخراج: حسن رمزي
تأليف:
- السيد زيادة
- حسن رمزي

إنتاج: أفلام النصر (محمد حسن رمزي وشركاه)
طاقم العمل:
- تحية كاريوكا
- بشارة واكيم
- كمال الشناوي
- إسماعيل ياسين
- محمود شكوكو
- فتحية شاهين
- سناء سميح
- رياض القصبجي
- عبد المنعم إسماعيل
- فؤاد الرشيدي

## روابط خارجية
- مقالات تستعمل روابط فنية بلا صلة مع ويكي بيانات